# Mountainbike-Marathon-Weltmeisterschaften 2007
Die Mountainbike-Marathon-Weltmeisterschaften 2007 fanden am 11. und 12. August in Verviers in Belgien statt.

## Männer
| Platz | Land | Athlet               | Zeit         |
| ----- | ---- | -------------------- | ------------ |
| 1     | SUI  | Christoph Sauser     | 4:23:14 Std. |
| 2     | BEL  | Roel Paulissen       | + 5:15 min   |
| 3     | FRA  | Thomas Dietsch       | + 7:18 min   |
| 4     | COL  | Héctor Leonardo Páez | + 8:13 min   |
| 5     | ITA  | Massimo de Bertolis  | + 8:42 min   |
| 6     | BEL  | Filip Meirhaeghe     | + 9:43 min   |
| 7     | ITA  | Gilberto Simoni      | + 9:43 min   |
| 8     | SWE  | Fredrik Kessiakoff   | + 9:43 min   |
| 9     | GER  | Karl Platt           | + 9:43 min   |

Datum: 12. August 2007, 8:45

Länge: 105 km

Insgesamt konnten sich 114 Fahrer klassieren.

## Frauen
| Platz | Land | Athletin              | Zeit         |
| ----- | ---- | --------------------- | ------------ |
| 1     | SUI  | Petra Henzi           | 5:12:11 Std. |
| 2     | GER  | Sabine Spitz          | + 2:07 min   |
| 3     | FIN  | Pia Sundstedt         | + 11:59 min  |
| 4     | NED  | Elsbeth van Rooy-Vink | + 23:21 min  |
| 5     | SUI  | Esther Süss           | + 23:48 min  |
| 6     | ITA  | Evelyn Staffler       | + 27:10 min  |
| 7     | NED  | Arielle van Meurs     | + 28:49 min  |
| 8     | GER  | Katrin Schwing        | + 33:32 min  |

Datum: 12. August 2007, 8:15

Länge: 105 km

Insgesamt konnten sich 37 Fahrerinnen klassieren. Die dreifache Weltmeisterin Gunn-Rita Dahle aus Norwegen nahm dieses Jahr nicht teil, da sie nach einer Viruserkrankung ihre Saison vorzeitig beenden musste.